# Sinfonia n. 35 (Mozart)

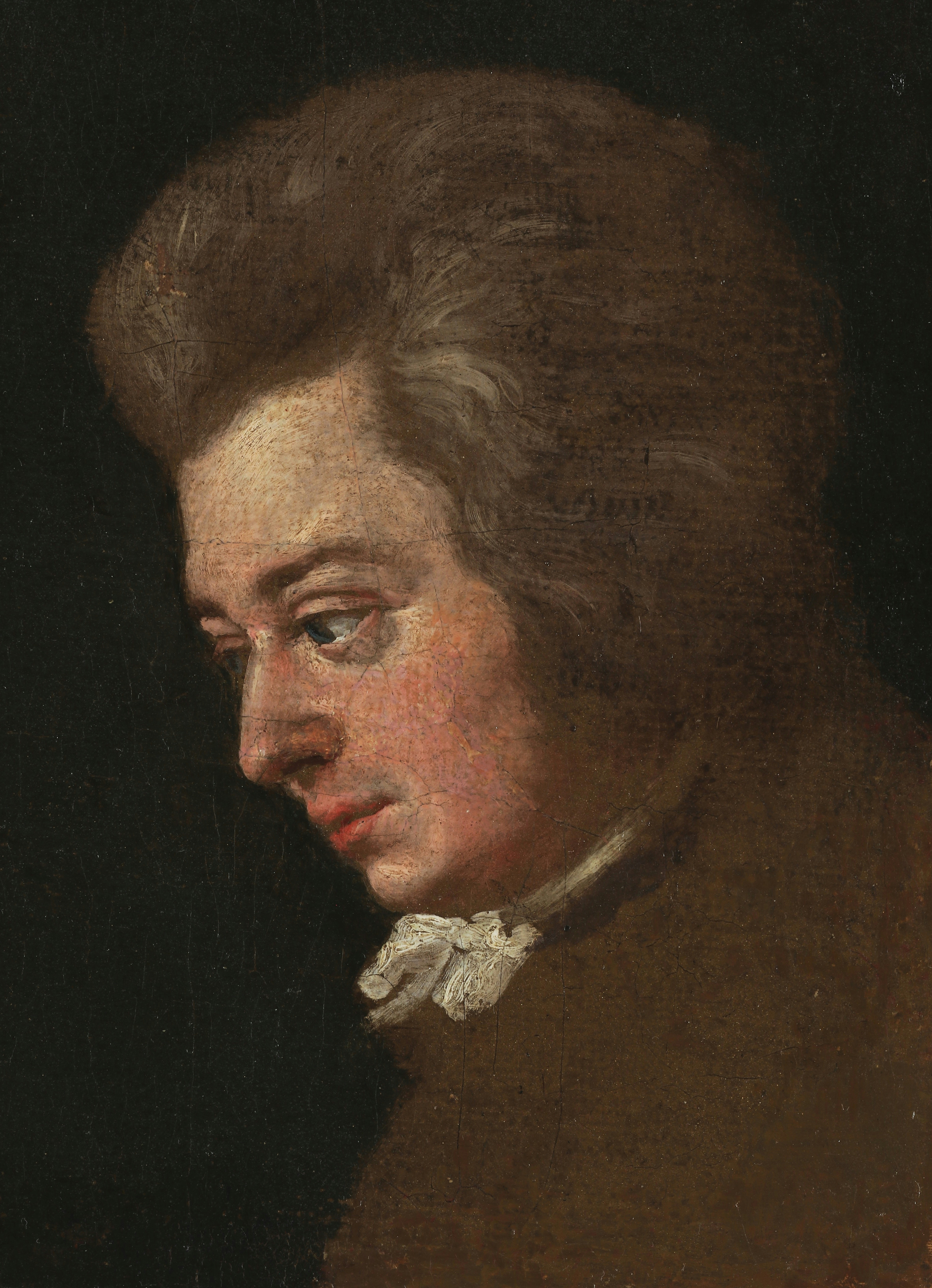
Wolfgang Amadeus Mozart ritratto nel 1783 dal cognato Joseph Lange.

La sinfonia n. 35 in Re maggiore K 385, nota come sinfonia Haffner, fu composta da Wolfgang Amadeus Mozart a Vienna nella seconda metà del 1782. Non va confusa con la serenata Haffner, altra composizione di Mozart del 1776.

## Storia

### Contesto
La carriera di Mozart come sinfonista era iniziata a Londra durante la grande tournée europea della famiglia Mozart fra il giugno 1763 e il novembre 1766. Il padre, Leopold Mozart, aveva pianificato il viaggio per esibire il talento dei propri figli, Wolfgang e Maria Anna, presso le principali corti europee. In questo periodo Wolfgang venne a contatto con le principali tradizioni musicali europee (tedesca, britannica, francese e italiana) e realizzò le sue prime sinfonie, che si ponevano nel solco delle composizioni in tre movimenti all'italiana in stile galante di Carl Friedrich Abel e di Johann Christian Bach. Inoltre, ascoltò anche le sinfonie di altri compositori come Thomas Arne, William Boyce e Giuseppe Sammartini. In seguito, Leopold e i suoi figli trascorsero diversi mesi nel 1768 a Vienna durante i quali Wolfgang adattò il proprio stile ai gusti del pubblico viennese, adottando fra le varie cose la struttura della sinfonia in quattro movimenti.
Wolfgang e suo padre Leopold fecero tre viaggi in Italia fra il dicembre 1769 e il maggio 1773. In questo periodo Wolfgang alternò i suoi viaggi con soggiorni a Salisburgo, durante i quali compose l'opera Mitridate, re di Ponto, oltre a diverse sinfonie influenzate dal gusto italiano. Nel 1772 e nel 1773 Mozart compose ogni anno sette nuove sinfonie (dalla numero 15 alla numero 27), riducendo poi la sua attività in questo campo e nei due anni successivi componendo solo tre nuove sinfonie (numeri 28, 29 e 30). Nel 1778 compì un lungo viaggio a Mannheim e Parigi, durante il quale sua madre Anna Maria Pertl morì e la sua unica produzione rilevante fu la sinfonia n. 31 Parigi. Nel gennaio 1779 tornò a Salisburgo, dove compose altre tre sinfonie (numeri 32, 33 e 34).

### Composizione
Nel 1776 Sigmund Haffner, membro di un'importante famiglia di Salisburgo e amico di famiglia dei Mozart, aveva commissionato a Mozart una serenata per festeggiare il matrimonio di sua sorella Marie Elizabeth con Franz Xavier Spath. Questa composizione, conosciuta oggi come serenata Haffner, fu così apprezzata che lo stesso Sigmund Haffner, sei anni dopo, volle commissionare a Mozart una nuova serenata, questa volta per festeggiare la ricezione del titolo nobiliare di Edler von Imbachhausen. Mozart, però, non viveva più a Salisburgo da un anno e mezzo e la commissione gli arrivò a Vienna il 20 luglio 1782 tramite suo padre Leopold, in un periodo in cui Wolfgang era già molto impegnato: non solo, infatti, si dedicava all'insegnamento, ma doveva revisionare l'opera Il ratto dal serraglio entro il 28 luglio. In più, la sua proposta di matrimonio a Constanze Weber aveva aggiunto una serie di complicazioni, fra le quali il trasloco in un nuovo appartamento, sempre a Vienna.
Nonostante i numerosi impegni, i rapporti cordiali fra le due famiglie indussero Mozart ad accettare la commissione e a lavorarvi assiduamente, inviando uno alla volta i pezzi a suo padre immediatamente dopo averli completati. Ciò che compose fra il 20 luglio e il 5 agosto fu una serenata in re maggiore in sei movimenti (completamente diversa da quella del 1776), con una marcia introduttiva e due minuetti. Negli stessi giorni preparò un arrangiamento per banda di alcuni pezzi de Il ratto dal serraglio («Se non lo faccio io subito, qualcun altro mi precederà e si prenderà il profitto»), compose la serenata in do minore per fiati K 388/384a e sposò Constanze. Sei mesi dopo Mozart ebbe necessità di una nuova sinfonia per dei concerti al Burgtheater, si ricordò della serenata che aveva inviato in estate a suo padre Leopold e così, il 21 dicembre 1782, gli chiese di restituirgliela. Leopold gliela spedì e Wolfgang, il 15 febbraio 1783, rispose che: «La musica mi ha sorpreso molto perché non me la ricordavo affatto». Wolfgang riadattò questa composizione eliminando la marcia introduttiva (ora catalogata con il numero d'opera K 385a) e uno dei due minuetti (ora perduto), rimuovendo le ripetizioni nel primo movimento e aggiungendo una coppia di flauti e di clarinetti nel primo e nell'ultimo movimento, principalmente come rinforzi. Questa nuova versione è oggi conosciuta come sinfonia Haffner. La partitura autografa è conservata presso la Morgan Library & Museum di New York ed è consultabile online.

### Prima esecuzione e pubblicazione
La data dei festeggiamenti per la nobilitazione di Sigmund Haffner è sconosciuta ma, sulla base della corrispondenza di Mozart, si può collocare nell'agosto 1782. La prima esecuzione della versione riadattata ebbe luogo il 23 marzo 1783 al Burgtheater di Vienna e fu diretta dal compositore stesso. Durante il concerto viennese Mozart eseguì i primi tre movimenti della sinfonia, un'aria dall'opera Idomeneo, re di Creta, un concerto per pianoforte, una scena (genere simile all'aria di un'opera), il movimento concertante di una delle sue ultime serenate, il concerto per pianoforte e orchestra n. 5 K 175 (con un nuovo finale) e un'altra scena (da una sua opera composta a Milano). Poi improvvisò una fuga («perché l'imperatore era presente») e due serie di variazioni (K 398 su un'aria di Paisiello e K 455 su un'aria di Gluck). Poi il soprano Aloysia Weber cantò un rondò (forse il K 416) e infine, per terminare il concerto, fu suonato l'ultimo movimento della sinfonia Haffner. La prima edizione a stampa venne realizzata nel 1785 dalla casa editrice Artaria di Vienna, che pubblicò le parti incomplete senza aggiungere i flauti e i clarinetti. La partitura completa fu pubblicata nel 1880 da Breitkopf & Härtel a Lipsia.

## Strumentazione
La partitura è scritta per un'orchestra composta da:
- Archi: violino 1° e 2°, due viole, violoncello e contrabbasso.
- Fiati: due flauti, due oboi, due clarinetti e due fagotti.
- Ottoni: due corni in Re e due trombe in Re.
- Percussioni: timpani in Re e La.

## Struttura e analisi
La tonalità scelta da Mozart è re maggiore, adatta al suono delle trombe. La tonalità è anche indicativa della provenienza della sinfonia da una serenata, dato che tutte le serenate di Mozart vennero composte in re maggiore. Sono presenti quattro movimenti, coerentemente con i canoni del classicismo.
1. Allegro con spirito, in Re maggiore, tempo 4/4.
2. Andante, in Sol maggiore, tempo 2/4.
3. Minuetto e trio, in Re maggiore, tempo 3/4.
4. Presto, in Re maggiore, tempo 2/2.

### Allegro con spirito
Nelle lettere scambiate con suo padre Leopold, Mozart affermava che il primo movimento andasse suonato «con fuoco». Il movimento è in forma-sonata con un breve sviluppo. L'esposizione inizia senza introduzione e con tutti gli strumenti all'unisono; il tema d'apertura risulta piuttosto energico, risultato di un uso di ritmi staccati. Il secondo tema è simile al primo in quanto a ritmo e materiale melodico. Non è presente alcuna ripetizione alla fine dell'esposizione. Ciò va contro le convenzioni della forma-sonata, ma tale artificio è presente anche nelle tre sinfonie che precedono la Haffner (le sinfonie n. 31, n. 33 e n. 34).
Lo sviluppo inizia con un La all'unisono come transizione dalla tonalità di La maggiore a quella di Re minore (battute 95-104). Dopo tre battiti di silenzio, Mozart passa dalla dominante di Re minore a un accordo di Fa diesis 7, dopodiché inizia una serie di rapidi accordi: Fa diesis 7 (battuta 106), Si (battuta 109), Si minore (battuta 110), Do diesis 7 (battuta 110). Infine, mediante l'uso del Do diesis 7 come dominante per il Fa diesis minore, Mozart approfondisce brevemente questa chiave (battute 111-120) prima di adoperare una serie di settime di dominante (battute 120-129) per riportare la linea melodica indietro alla settima dominante di Re maggiore in vista della ripresa. La ripresa è simile all'esposizione, con l'eccezione di qualche differenza nella transizione. Il movimento si chiude con una breve coda di quattro battute. Di seguito, l'incipit del movimento:

### Andante
Il secondo movimento, in Sol maggiore, Andante, presenta lente e graziose melodie annunciate dai fiati ed è scritto in una forma-sonata ridotta. Al posto dello sviluppo, i fiati suonano un breve passaggio simile a un corale. Le strutture ritmiche del primo e del secondo tema creano un contrasto fine ma efficace. Nonostante i due temi si assomiglino molto, il primo possiede un accompagnamento lento basato su due ottave, mentre il secondo ha un accompagnamento più impegnato e basato su quattro ottave. Il passaggio simile a un corale è scandito dai violini e dalle viole tramite un accompagnamento sincopato. Di seguito, l'incipit del movimento:

### MinuettoeTrio
Il Minuetto, in Re maggiore, porta a un brillante cambio di atmosfera rispetto all'Andante precedente. Durante il terzo movimento vi è un costante alternarsi di due accordi diversi, la tonica e la dominante. Solo per tre volte sono presenti accordi che non siano in tonica o dominante. Come indicato da Mozart nello spartito autografo, il Trio segue il minuetto senza interruzioni, con un repentino salto nella tonalità di La maggiore Il trio presenta una dinamica piano, con l'eccezione delle battute 33-36 e 43-44, dove Mozart indica un leggero crescendo. Nel trio, inoltre, sono disseminati degli sforzando ed è presente un pedale in dominante. Tale dominante si riversa nella tonica per mezzo di un Si diesis cromatico. Di seguito, gli incipit del minuetto e del trio:

### Presto
L'ultimo movimento, in forma-sonata e con indicazione agogica Presto, riprende i concitati ritmi del primo, nonché la stessa tonalità (Re maggiore). Secondo Steinberg e Ledbetter, non solo condivide la stessa atmosfera dell'ouverture dell'opera Le nozze di Figaro, ma rimanda anche all'aria di Osmin O wie will ich triumphieren tratta da Il ratto dal serraglio. Quest'ultima opera, infatti, venne terminata solo due settimane prima della composizione di questo finale. In una lettera al padre Leopold, contenente istruzioni sulle modalità di esecuzione del finale, Mozart affermò che il modo corretto di suonarlo era «il più velocemente possibile». Nonostante il Presto inizi con un ritmo tranquillo e serrato, seguono tre spiazzanti battute di silenzio, seguite da un forte alla battuta 9 eseguito dall'intera orchestra. Di seguito, l'incipit del movimento:

## Ricezione
Esistono due testimonianze per quanto riguarda l'uscita della versione riadattata del 1783. La prima è dello stesso Mozart, che descrisse l'evento al padre in una lettera: «Il teatro non poteva essere più gremito [...] tutti i palchi erano pieni. Ma ciò che più di tutto mi ha fatto piacere è che Sua Maestà l'Imperatore fosse presente e - cielo! - quanto era felice e come mi ha applaudito! È sua abitudine mandare i soldi prima di andare a teatro, altrimenti avrei sicuramente guadagnato una somma maggiore, ma la sua generosità è andata davvero oltre quanto mi aspettassi. Mandò 25 ducati».
La seconda testimonianza proviene da un articolo pubblicato sul Magazin der Musik di Amburgo: «Vienna, 22 marzo 1783 [...] Questa sera il famoso cavalier Mozart ha tenuto un concerto al Teatro Nazionale, dove sono stati eseguiti suoi brani molto applauditi. Il concerto ha visto una grande partecipazione di pubblico. Le due nuove composizioni e le altre fantasie che il signor Mozart ha eseguito al pianoforte sono state accolte con i più grandi applausi. Il nostro monarca, che contrariamente alle sue abitudini ha assistito all'intero concerto, così come l'intero pubblico, ha applaudito come non si è mai sentito qui. L'incasso del concerto è stimato in 1600 fiorini in totale».